# Matthias Bovy
Matthias Bovy (21 mei 1999) is een Belgisch basketballer.

## Carrière
Bovy speelde in de jeugd van Nieuwerkerken BC en maakte in 2015 op 16-jarige leeftijd zijn debuut bij de eerste ploeg. In 2018 maakte hij de overstap naar Limburg United waar hij voor de tweede ploeg uitkwam. Hij speelde bij de tweede ploeg van 2018 tot 2023 in de tweede klasse. In het seizoen 2020/21 maakte hij zijn debuut in de eerste klasse maar keerde nadien terug naar de tweede ploeg. In 2023 maakte hij de overstap naar BBC Lommel.